# بریلیم کربنات
کربنات برلیم (به انگلیسی: Beryllium carbonate) با فرمول شیمیایی BeCO۳ یک ترکیب شیمیایی با شناسه پاب‌کم ۶۱۵۷۷ است. که جرم مولی آن ۶۹٫۰۲۱۱ g/mol می‌باشد.